# Freies Musikzentrum
Das Freie Musikzentrum e. V. ist eine gemeinnützige Akademie für Musik, Tanz und Musiktherapie in München. Seit seiner Gründung als Verein 1979 ist das Freie Musikzentrum ein Ort der interkulturellen künstlerischen Begegnung und des kreativen Austausches mit internationalen Kurs-, Fortbildungs- und Konzert-Angebot. Mit etwa 200 Dozenten werden jährlich rund 1.700 Kurse, Fortbildungen, Workshops und Seminare mit etwa 2.500 Teilnehmern veranstaltet (Stand 2018).

## Fachbereiche

### Allgemeiner Unterricht
Das Freie Musikzentrum bietet Unterricht in diesen Bereichen an:
- Kinder (1–12 Jahre)
- Jugend (12–18 Jahre)
- Jazz (Instrumental, Stimme, Ensemble)
- Stimme (Chor, Gesang, Performance, Stimmbildung)
- Instrumentalunterricht (u. a. Saiten-, Tasten-, Blasinstrumente, Ensemble)
- Rhythmus (u. a. DrumCircles, Body Percussion, Percussion international)
- künstlerischer Tanz (u. a. Modern, Step, Musical, Contact, Tanz international, Kampfkunst)

### JazzProjekt
Das JazzProjekt ist mit seinem zweijährigen berufsbegleitenden Kompaktstudium eine der ältesten namhaften Ausbildungsstätten für Jazzmusiker in Deutschland.

### Musiktherapie
Am Institut für Musikpsychotherapie des Freien Musikzentrums, das durch die Deutsche Musiktherapeutische Gesellschaft und die Psychotherapeutenkammer Bayern anerkannt ist, wird seit 1995 ein dreieinhalbjähriges berufsbegleitendes Studium sowie Fachseminare und Zusatzqualifikationen durchgeführt.
Seit 1993 veranstaltet das Institut regelmäßig Tagungen zur Musiktherapie.
Die international beachtete Projektmethode zur Gewaltprävention und Integrationsförderung „TrommelPower“ entstand in den Jahren 2006 bis 2009 und wurde seitdem für den Einsatz an allen Schulformen und mit jugendlichen Geflüchteten modifiziert. TrommelPower wird heute in Deutschland, Österreich, Schweiz und Großbritannien angewendet.

### Pädagogische Fortbildungen
Für pädagogische Berufe werden einjährige berufsbegleitende pädagogische Fortbildungen und Kurzfortbildungen angeboten (u. a. in Elementarer Musikpädagogik, Rhythmuspädagogik, Tanzpädagogik).

### Konzerte
Jährlich werden ca. 50 Konzerte aller Genres veranstaltet.

## Standorte

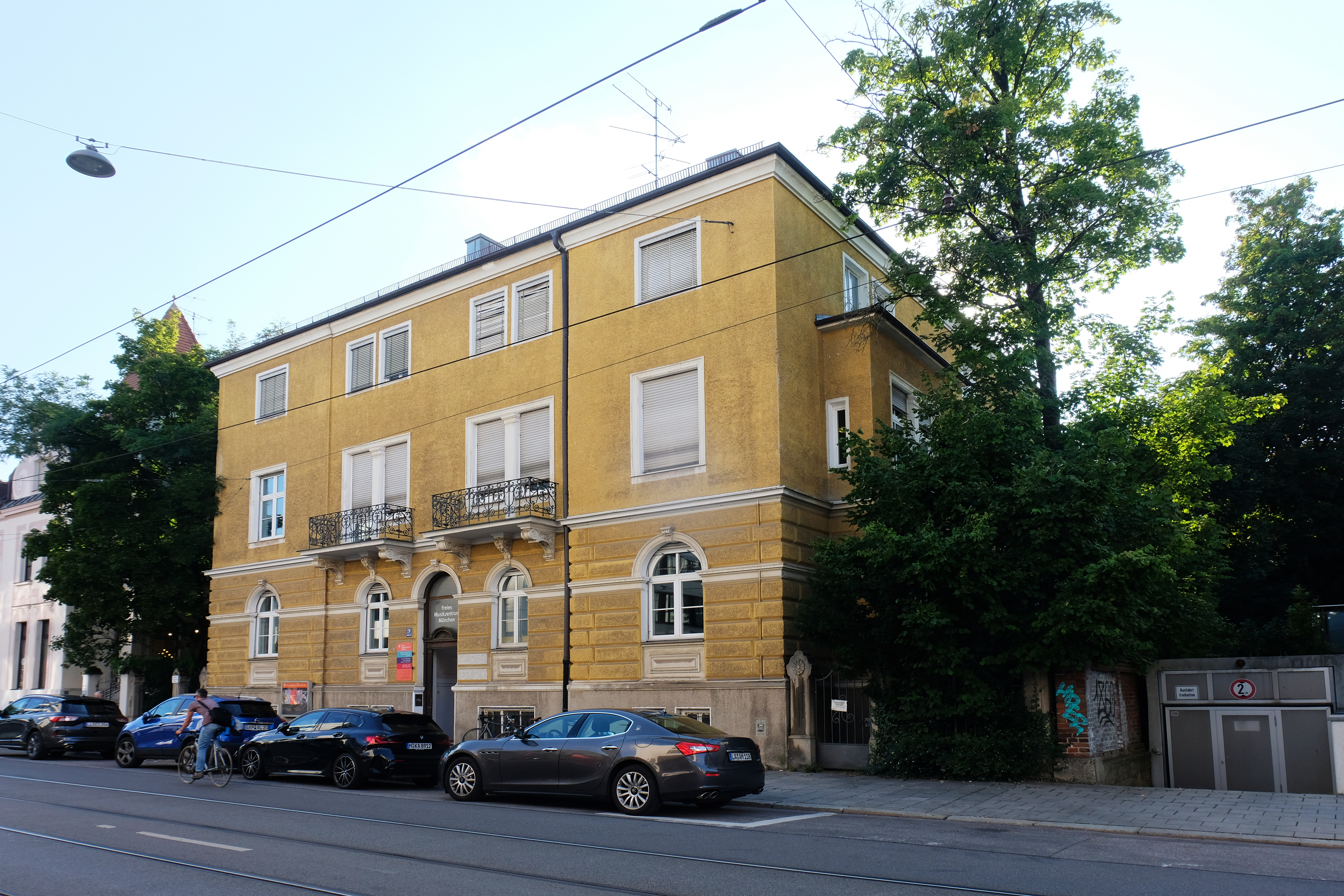
Das Haupthaus in der Ismaninger Straße (2021)

Das Haupthaus des Freien Musikzentrums befindet sich in München in einer vom Baumeister Konrad Hainthaler 1899 errichteten Villa in der Ismaninger Straße 29, an der Grenze zwischen den Stadtteilen Bogenhausen und Haidhausen in der Nähe der Villa Stuck gelegen. 
In der Villa gründeten 1927 Auguste und Jakob Trapp das Trapp'sche Konservatorium, das 1964 zum Richard-Strauss-Konservatorium wurde, bevor es schließlich 2008 in der Hochschule für Musik und Theater München aufging. Seit dem Weggang des Konservatoriums 1984 befindet sich das Freie Musikzentrum e. V. an diesem Standort.
Die Tanzstudios des Freien Musikzentrums befinden sich am Max-Weber-Platz 2, ebenfalls in Haidhausen.

## Geschichte
1976 initiierten der Musiker und Komponist Peter Michael Hamel (siehe auch Between), Peter Müller und Gerd Kraus das Freie Musikzentrum als informelles Forum für einen alternativen Umgang mit musikalischem Handeln und Lernen.
Das Freie Musikzentrum e. V. entstand schließlich als gemeinnütziger Verein am 27. Januar 1979 mit den Gründungsmitgliedern Peter Michael Hamel, Jan Dosch (siehe auch Sparifankal), Peter Müller, Gerd Kraus und weiteren Musikern und Pädagogen und mit der Förderung durch Carl Orff, den Kulturreferenten der Landeshauptstadt München Jürgen Kolbe, den Leiter der Münchener Volkshochschule Franz Rieger und anderen Persönlichkeiten.
Bei der Vereinsgründung kamen als weitere wesentliche Zielsetzungen hinzu
- die Begegnung mit den außereuropäischen Musikkulturen
- die Pflege ältester und neuester Musik und das musikalische Experiment
- die Entwicklung neuer musikpädagogischer Methoden
- der Einsatz der Musik als Medium der individuellen therapeutischen Erfahrung als auch der sozialen und gesellschaftlichen Kommunikation
- Instrumentenbau und harmonikale Grundlagenforschung